# ASAP Rocky
Rakim Athelaston Mayers (New York, 3 oktober 1988), beter bekend onder zijn artiestennaam ASAP Rocky (gestileerd als A$AP Rocky), is een Amerikaanse rapper uit Harlem,  New York. Hij staat bekend als stijlicoon.

## Carrière
Mayers is sinds 2007 lid van het hiphopcollectief A$AP Mob. In 2010 bracht hij zijn eerste videoclip uit, getiteld Get High, waarin ook ASAP Ferg een rol speelt. 
In het daaropvolgende jaar bracht hij een aantal singles uit. Ook bracht hij zijn eerste mixtape uit, genaamd Live.Love.A$AP, die voor Mayers voor een kleine doorbraak zorgde. Zijn single Peso, die ook op de mixtape stond, was succesvol. 
Het succes van zijn eerste mixtape leverde een platencontract op bij Polo Grounds Music, RCA Records en Sony Music Entertainment. In 2013 verscheen zijn tweede album Long.Live.A$AP. Dit album kwam binnen op de eerste plaats in de Billboard 200. Op 26 mei 2015 kwam zijn derde album, At.Long.Last.A$AP, uit, dat opnieuw de eerste plaats van de Billboard 200 bereikte. 
Mayers werkt onder het pseudoniem 'Lord Flacko' als producer en regisseert ook videoclips.

## Gerechtelijke problemen
In 2004 zat de 16-jarige Mayers 2 weken in de gevangenis van Rikers Island na een veroordeling voor het dealen van drugs.

### Mishandeling in Zweden
In juli 2019 werd Mayers gearresteerd voor mishandeling in Stockholm na een ruzie op straat met Mustafa Jafari en een andere persoon, waarbij Mayers en drie personen van zijn entourage betrokken waren op 30 juni. Jafari werd geslagen, geschopt en gesneden met glas van een gebroken fles toen hij op de grond lag. Hij had verschillende snijwonden, hechtingen en een gebroken rib. Mayers postte op Instagram verschillende filmpjes om aan te tonen dat hij en zijn entourage enige tijd lastiggevallen en gevolgd werden door de twee mannen totdat het geduld opraakte.
Omdat men vreesde dat de rapper zou vluchten naar het buitenland werd hij in voorarrest opgesloten. De Amerikaanse president Donald Trump drong persoonlijk bij de Zweedse premier Stefan Löfven aan op directe vrijlating. De premier, die in het Zweedse rechtssysteem hierover geen zeggenschap heeft, en het Zweedse openbaar ministerie gingen daar niet op in. Na bijna een maand in voorarrest is hij vrijgelaten in afwachting van het vonnis. Hij werd uiteindelijk samen met 2 personen uit zijn entourage veroordeeld tot twee jaar voorwaardelijk en moet een schadevergoeding betalen aan het slachtoffer.

## Discografie

### Albums
| Album met eventuele hitnotering(en) in de Nederlandse album top 100 | Datum van verschijnen | Datum van binnenkomst | Hoogste positie | Aantal weken | Opmerkingen |
| ------------------------------------------------------------------- | --------------------- | --------------------- | --------------- | ------------ | ----------- |
| Long.live.A$ap                                                      | 2013                  | 19/01/2013            | 45              | 2            |             |
| At.long.last.A$ap                                                   | 2015                  | 30/05/2015            | 46              | 2            |             |
| Testing                                                             | 2018                  | 02/06/2018            | 11              | 5            |             |

| Album met hitnotering(en) in de Vlaamse Ultratop 200 albums | Datum van verschijnen | Datum van binnenkomst | Hoogste positie | Aantal weken | Opmerkingen |
| ----------------------------------------------------------- | --------------------- | --------------------- | --------------- | ------------ | ----------- |
| Long.live.A$AP                                              | 2013                  | 19-01-2013            | 80              | 2            |             |

### Singles
| Single met hitnotering(en) in de Vlaamse Ultratop 50 | Datum van verschijnen | Datum van binnenkomst | Hoogste positie | Aantal weken | Opmerkingen                          |
| ---------------------------------------------------- | --------------------- | --------------------- | --------------- | ------------ | ------------------------------------ |
| Peso                                                 | 2012                  | 04-02-2012            | tip75           | -            |                                      |
| F**kin' problems                                     | 2012                  | 15-12-2012            | tip3            | -            | met Drake, 2 Chainz & Kendrick Lamar |
| Wild for the night                                   | 2013                  | 09-02-2013            | tip92*          |              | met Skrillex & Birdy Nam Nam         |
| Fashion Killa                                        | 2013                  | 09-10-2013            |                 |              |                                      |
| Shabba                                               | 2013                  | 05-11-2013            |                 |              | met A$AP Ferg                        |
| Praise the lord                                      | 2018                  | 25-05-2018            | 25              | 10           | met Skepta                           |
| Sundress                                             | 2018                  | 01-12-2018            | tip2            | -            |                                      |

- Biblioteca Nacional de España: XX5692599
- Bibliothèque nationale de France: cb16694378m (data)
- Gemeinsame Normdatei: 1033149942
- International Standard Name Identifier: 0000 0003 7290 4423
- Library of Congress Control Number: no2013015444
- MusicBrainz: 25b7b584-d952-4662-a8b9-dd8cdfbfeb64
- Nationale Bibliotheek van Tsjechië: xx0168474
- Réseau des bibliothèques de Suisse occidentale: 02-A023478353
- Istituto Centrale per il Catalogo Unico: MILV345283
- Virtual International Authority File: 296593683
- WorldCat: E39PBJj4yrcCTdPgVGHGtf6dwC